# The Village (film)
The Village is een Amerikaanse film uit 2004 van M. Night Shyamalan die vertelt over een afgezonderde gemeenschap in de bossen van Pennsylvania en haar collectieve angst voor geheimzinnige wezens die de omliggende wouden bevolken.
The Village kreeg overwegend negatieve kritieken in de pers. De meeste kritiek richtte zich op de plot die nogal ongeloofwaardig overkwam.

## Verhaal
In de bossen van Pennsylvania woont in een omheind natuurgebied een kleine gemeenschap, afgezonderd van de rest van de wereld. Ze leven met behulp van de technieken van honderden jaren terug, zonder moderne technologie. De ouderen in de gemeenschap maken hun kinderen al hun hele leven wijs dat ze nooit het dorp uit moeten gaan, omdat ze dan vermoord zullen worden door geheimzinnige wezens die "Those we don't speak of" (zij waar we niet over spreken - een kinderschrik) genoemd worden. Wanneer een van de dorpelingen wordt neergestoken en er een medicijn gehaald moet worden voor hem, gaat een blinde vrouw toch het bos in, nadat zij van haar vader de ware toedracht rondom de wezens heeft gehoord. Ze komt in de bewoonde wereld (21ste eeuw).
Het verhaal van de ouderen in de gemeenschap heeft in dit verhaal een functie. Zo willen ze met name niet dat hun kinderen in aanraking komen met de gevaarlijke buitenwereld van de 21ste eeuw. Een van de indicatoren hiervoor is het vermijden van de kleur rood. Rood staat voor bloed en dus voor geweld. Hiermee proberen de ouderen een geweldloze samenleving te creëren.

## Rolverdeling
| Rol              | Acteur/Actrice         |
| ---------------- | ---------------------- |
| Lucius Hunt      | Joaquin Phoenix        |
| Ivy Walker       | Bryce Dallas Howard    |
| Noah Percy       | Adrien Brody           |
| Edward Walker    | William Hurt           |
| Alice Hunt       | Sigourney Weaver       |
| Kitty Walker     | Judy Greer             |
| Mrs. Walker      | Jayne Atkinson         |
| Vivian Percy     | Celia Weston           |
| Robert Percy     | John Christopher Jones |
| August Nicholson | Brendan Gleeson        |
| Christop Crane   | Fran Kranz             |
| Jamison          | Jesse Eisenberg        |